# Andy Crosby
Andy Crosby est un footballeur anglais né le 3 mars 1973 à Rotherham. Il évolue au poste de défenseur.

## Carrière

### entraîneur
- mai 2023-fév. 2024 :  Port Vale Football FC
- depuis fév. 2025 :  Tranmere Rovers FC

## Palmarès
- Vainqueur de la Football League One (3e division) en 2007 avec Scunthorpe